# Carex monostachya
Carex monostachya là một loài thực vật có hoa trong họ Cói. Loài này được A.Rich. mô tả khoa học đầu tiên năm 1850.